# Manado-Zwergohreule
Die Manado-Zwergohreule (Otus manadensis), auch kurz Manadoeule, genannt  ist eine Eulenart aus der Gattung der Zwergohreulen. Sie kommt auf der indonesischen Insel Sulawesi und deren Nachbarinseln vor.

## Beschreibung
Die kleine Eule erreicht eine Länge von 19 bis 22 Zentimetern und hat ein Gewicht von 83 bis 93 Gramm. Neben der gelblich grauen gibt es eine sehr seltene rote Morphe. Die Oberseite ist kräftig dunkel- und sepiabraun gefleckt sowie mit Schaftstrichen versehen. Die Schwingen sind breit mattgelb und dunkelbraun gebändert. Der Bauch ist auf weißem Grund spärlich gestrichelt und gebändert. Die Augen sind gelb, der Schnabel schmutzig gelblich hornfarben, die Federohren mittelgroß. Die Beinbefiederung reicht bis zum Ansatz der gelblich grauen Zehen, die hornfarbene Krallen tragen.
Die allopatrisch vorkommende Molukken-Zwergohreule ist größer und an Oberschwanz und Schirmfedern auffälliger gebändert.

## Lebensweise
Die Eule bewohnt feuchte Wälder und andere bewaldete Gebiete oder Plantagen vom Tiefland bis 2.500 Metern Höhe. Als Nahrung dienen vermutlich vorwiegend Insekten und andere Arthropoden. Der Ruf ist ein klarer, ansteigender, 0,4 Sekunden langer uuiihk-Laut, der in Abständen von sechs Sekunden wiederholt wird.

## Verbreitung
Die Nominatform O. m. manadensis lebt auf Sulawesi. Auf Peleng kommt die deutlich kleinere Unterart O. m. mendeni vor, die oben fein gesprenkelt und unten fein mit Kritzeln versehen sowie schwarz und rotbraun gestrichelt ist. O. m. kalidupae auf den Tukangbesi-Inseln ist hingegen etwas größer. Die Taxonomie der Manado-Zwergohreule ist noch wenig erforscht. Trotz geringem Bekanntheitsgrad von Lebensweise, Stimmrepertoire und genetischen Verhältnissen wurde für mendeni und kalidupae Artrang vorgeschlagen.